# Милош Грбић
Милош Грбић (Требиње, 22. септембар 1943 — Београд, 16. септембар 2008) је био југословенски одбојкаш и репрезентативац.

## Биографија
Милош Грбић је рођен 22. септембра 1943, а активан играч је био од 1960. до 1982. Играо је у Слободи из Клека (од 1970. ГИК Банат), која је 1965. ушла у Прву лигу Југославије, а исте године је био и део тима који је освојио бронзану медаљу на Летњој универзијади у Будимпешти.
Као капитен у сезони 1971/72. са ГИК Банатом осваја титулу првака Југославије, са којим је после играо и Куп европских шампиона, а такође и 1974. био финалиста Купа Југославије.
Са репрезентацијом Југославије, као њен капитен осваја прву медаљу за југословенску одбојку на првенствима Европе, бронзу на Европском првенству 1975. у Београду. Исте године је као капитен предводио и репрезентацију до злата на Медитеранским играма 1975. у Алжиру. Забележио је укупно 193 званична наступа у националном дресу.
По професији наставник физичког и биологије у Основној школи „Јован Дучић“ у Клеку, где је био и директор од 1991. до 2001, када одлази у пензију. Носилац је Ордена заслуга за народ са сребрним венцем (1975), а од 2007. је вреднован као истакнути и признати спортиста Србије.
Његови синови Владимир и Никола су такође постали успешни одбојкаши и репрезентативци.
Преминуо је 16. септембра 2008. на Војномедицинској академији у Београду, а сахрањен је на месном гробљу у Клеку.